# 西南部台語支
西南部台語支，或稱泰語支，是東南亞地區台語支下的一個分支。 包括中部泰語、南部泰語、蘭納泰語、寮語、依善語、撣語等語言。

## 分類系譜
各學者對於西南部台語支內部分群的看法並不一致。

### Chamberlain (1975)
Chamberlain (1975) 將西南部台語支語言分為四個分支。
這個分類主要依據以下幾項音變模式。（註：關於侗台語聲調標式，請參見侗台語族#原始侗台語）
1. /p/ 與 /ph/的對位
2. 原始聲調 *A 分化/合流模式
3. 原始聲調 *BCD 分化/合流模式
4. B-DL 聲調變化

原始西南部台語
- 聲母共同創新分支： /p/
  - 聲調共同創新分支： *A1-23-4
    - 遮放傣那語（Tse Fang），卽標準傣那語
    - 勐卯傣那語（Tai Mao），又稱傣卯語
    - 勐臥勐嘎「傣那語」，卽景谷傣語，傣那語和紅金傣語之間的連結，1923至1975年間文獻採用傳敎士William Clifton Dodd使用的「Muang Ka」一稱。

  - 聲調共同創新分支： *ABCD123-4；B=DL
    - 傣黯語，分布於越南山羅市
    - 傣丹語
    - 傣端语
    - 傣泐語，分布橫跨多國的多個變體
    - 撣語，分布於緬甸撣邦景棟
    - 蘭那語，多個變體，分布於泰國清萊府、帕府、難府、南邦府和清邁府
    - 阿洪姆語
- 聲母共同創新分支： /ph/ (*A1-23-4)
  - 聲調共同創新分支： *BCD123-4
    - 暹羅語
    - 普泰語
    - 寮那語（Lao Neua），分布於Nam Tha（寮國琅南塔）
    - 潘語，分布於泰國華富里府班米縣和

  - 聲調共同創新分支： *BCD1-23-4；B≠DL
    - 寮語
    - 南部泰語

越南安州縣傣芒越語（Tai Muong Vat），儘管在地理分布上被傣黯語包圍，是PH型的語言，如同寮語 (Theraphan 2003；Chamberlain 1984)。

### Edmondson & Solnit (1997)
Edmondson & Solnit (1997) 將西南部台語支劃分為的兩大支系。以此分類方式來看，德宏傣語和和坎底語是第一批自西南部台語支分化出來的語言。
1. 北：德宏傣语、坎底語
2. 南：緬甸撣語（撣族本族），所有其他西南部台語支語言

在台語支語言之中（包括勐卯傣語 Tai Mau），南北兩群之間有過渡區，散布在芒市（中國雲南）中緬邊境地區、南坎（緬甸）以及木姐（緬甸）比鄰雲南瑞麗市的地區。
Edward Robinson (1994)〈原始那-坎底語特徵〉"Features of Proto-Nüa-Khamti" 也支持這樣的二分法。 由以下幾項特徵可將那-坎底語組自其他西南支語言區分出來。
1. 唇化軟顎塞音變為軟顎塞音
2. A 類聲調三分：A1-23-4
3. A23 與 B4合流
4. 低元音 /ɛ/、/ɔ/ 分別與中元音 /e/、/o/ 合流。
5. *ʔb>m

### 羅永現 (2001)
羅永現 (Luo 2001) 也注意到了德宏傣语的獨特性，但認為該語言應獨立為西北部台語支，是為西南部台語支的姐妹分支。 羅永現主張，西北支有許多北支和中支的特徵，而這些特徵並沒有在西南支語言出現。 他提出的台語支系譜樹如下。
- 台語支
  - 北部台語支
  - 中部台語支
  - 西南部台語支
  - 西北部台語支

### 張高峰 (2009)
張高峰 (Pittayaporn 2009:301) 以 *kr-→*ʰr- 這項音變作為西南部台語支（該論文中標為group Q）的定義依據。
張高峰 (Pittayaporn 2014) 認為西南部台語支向南擴張應晚於7世纪但早於11世紀（公元700-1000之間，即唐代晚期或宋代初期）主要依據為晚期中古漢語借詞。
張高峰 (Pittayaporn 2018)  在西南部台語支裡區分出兩個次支，即東支與西支。東支所涵蓋的語言，即傣黯語、傣端語、傣丹語，彼此之間較為接近。而西支內部的語言分歧度較高。泰語及寮語包含在西支的南部次支之中。
西南部台語支
- 東支：傣黯語、傣端語、傣丹語
- 西支：撣語各變體、傣泐語、泰元語、泰語、寮語（共同創新：*kʰr->kʰ-）
  - 南部次支： 泰語、寮語等。（共同創新：*ɓl->ɗ和*ʰr>h）

張高峰等 (Pittayaporn, et al. 2018) 則在素可泰王国和阿瑜陀耶王国銘文中發現幾項原始西南部台語到現代各語言變體的幾項音變，並認為素可泰王国和阿瑜陀耶王国銘文中兩者所記載的是同一種語言。
1. 舌背音合流
2. 原始西南部台語 *aɯ 及 *aj 合流
3. 原始西南部台語 *ɲ-, *j-与 *ʔj- 合流
4. 響音失去清濁對立
5. *ɓl->d-
6. *kʰr->kʰ-
7. *ʰr->h

## 語言
一般認為南部泰語（巴戴語）與其他西南部台語支語言分歧最大；相較於其他中-東部語語，南部泰語似乎保留早期聲調發展的規律反映。 此語支重建原始祖語即為原始西南部台語（Proto-Southwestern Tai）或原始泰語（Proto-Thai）；有別於所有台語支語言的祖語原始台語（Proto-Tai）。
以下分類系譜依據民族語。
- 南部泰語（巴戴語；泰國）
- 清盛語 (11)
  - 傣黯語 （黑泰語；越南、泰國、寮國）
  - 北部泰語（蘭納泰語、泰沅語；泰國、寮國、緬甸）
  - 北部寮語（寮國琅勃拉邦）
  - 傣泐語（中國、越南、泰國、寮國、緬甸）
  - 潘語（泰國）
  - 宋泰語（泰國）
  - 泰語（中央/標準泰語、暹羅語；泰國）
  - 傣端语（白泰語、傣皓語；越南、中國）
  - 傣丹語（越南）
  - 傣搭語（Tay Tac，越南）
  - 岱壯語（越南）
- 寮-普泰語 (5)
  - 寮語（寮國；老挝；除了琅勃拉邦方言被归类为清盛的语言。）
  - 老纽语（Lao Nyo）（柬埔寨、泰國）
  - 普泰語（Phu Thai，泰國）
  - 依善語（東北泰語；泰國、寮國）
  - 卡隆语（Kaloeng）（泰國、寮國）
- 西北部台語（撣語支）(10)
  - 阿洪姆語（印度阿薩姆邦-已滅絕，現代阿薩姆語為印歐語。）
  - 坎底語（印度阿薩姆邦、緬甸）
  - 傣来语(Tai Laing)（Tai Lai，缅甸）
  - 傣痕語（Kuen，缅甸）
  - 坎佯语（印度阿薩姆邦）
  - 撣語 （泰撣語；緬甸）
  - 艾通傣语（Tai Aiton）（印度阿薩姆邦）
  - 德宏傣语（中國、越南、泰國、寮國）
  - 帕克傣语（Tai Phake）（印度阿薩姆邦）
  - 土隆語（印度阿薩姆邦）

根據民族語的分類，其他西南部语言尚有傣雅語（中國）、Pu Ko（寮國）、Pa Di（中國）、Tai Thanh（越南）、傣隆語（寮國）、红金傣语（中國）、Yong（泰國）。這些語言在上述劃分中的地位不明。民族語將 Kuan（寮國）、Tai Do（越南）、Tai Pao（寮國）、Thay Khang（寮國）等直接附於台語支之下而未進一步劃分，就地理分布而言，這些可能亦為西南部台語支的一員。
民族語的分類中也包含了越南的沙爬語。張高峰並未將該語言列入西南部台語支中，但在分類上仍是與西南部台語支親屬關係最相近的。張高峰的分類中還包含了泰幼語（Yoy），而民族語將該語言列在北部台語支之下。

## 腳註
1. ↑  Hammarström, Harald; Forkel, Robert; Haspelmath, Martin; Bank, Sebastian (编). . . Jena: Max Planck Institute for the Science of Human History. 2016.
2. ↑  Chamberlain, James R. 1975. "A new look at the history and classification of the Tai dialects （页面存档备份，存于）." In J. G. Harris and J. R. Chamberlain, eds, Studies in Tai Linguistics in Honor of William J. Gedney, pp. 49-60. Bangkok: Central Institute of English Language, Office of State Universities.
3. ↑  Chamberlain, James R. 1984. "The Tai dialects of Khammouan province: their diversity and origins". Science of language, 4:62-95.
4. ↑  Theraphan L-Thongkum. 2003. "The Tai Muong Vat do not Speak the Black Tai Language （页面存档备份，存于）". In Manusya: Journal of Humanities, Special Issue 6, 74-86. Bangkok: Chulalongkorn University Press.
5. ↑  Edmondson, Jerold A., Solnit, David B., authors. 1997. "Comparative Shan." In Comparative Kadai: The Tai branch, Jerold A. Edmondson and David B. Solnit (eds.). pages 337-359. Summer Institute of Linguistics and the University of Texas at Arlington Publications in Linguistics 124. Dallas: Summer Institute of Linguistics and the University of Texas at Arlington.
6. ↑  Luo Yongxian. 2001. The Hypothesis of a New Branch for the Tai Languages （页面存档备份，存于）. University of Melbourne.
7. ↑  Pittayaporn, Pittayawat. 2009. The Phonology of Proto-Tai. Ph.D. dissertation. Department of Linguistics, Cornell University.
8. ↑  Pittayaporn, Pittayawat. 2014. "Layers of Chinese Loanwords in Proto-Southwestern Tai as Evidence for the Dating of the Spread of Southwestern Tai （页面存档备份，存于）". In Research Findings in Southeast Asian Linguistics, a Festschrift in Honor of Professor Pranee Kullavanijaya. Manusya, Special Issue 20. Bangkok: Chulalongkorn University Press.
9. ↑  Pittayaporn, Pittayawat (2018). Subgroup structure of Southwestern Tai based on early phonological innovations. Paper presented at the 28th Annual Meeting of the Southeast Asian Linguistics Society, held May 17-19, 2018 in Kaohsiung, Taiwan.
10. ↑  Pittayawat Pittayaporn, Sireemas Maspong, Shinnakrit Tangsiriwattanakul, and Yanyong Sikkharit (2018). The genetic relationship between Sukhothai and Ayutthaya. Paper presented at the 28th Annual Meeting of the Southeast Asian Linguistics Society, held May 17-19, 2018 in Kaohsiung, Taiwan.
11. 1 2  Lewis, M. Paul,  16, SIL International, 2009  [2020-04-10], （原始内容存档于2012-11-04）

## 延伸閱讀
- Miyake, Marc. 2014. Is Thai yuan 'Vietnamese' a loanword from Lao? （页面存档备份，存于）
- Miyake, Marc. 2014. Black and white evidence for Vietnamese phonological history （页面存档备份，存于）.
- Miyake, Marc. 2014. D-ou-b-led letters in Tai Viet （页面存档备份，存于）.
- Miyake, Marc. 2014. *(C).r-usters in Black Tai and Bao Yen （页面存档备份，存于）.
- Miyake, Marc. 2014. S-implificaition in Black Tai and Bao Yen （页面存档备份，存于）.
- Miyake, Marc. 2010. Brown's (1979) "Vowel length in Thai" （页面存档备份，存于）.
- Miyake, Marc. 2010. Lao x ex ... ? （页面存档备份，存于）

## 外部連結
- Wanna, Tienmee,  (PDF), 1992  [2020-04-10], （原始内容 (PDF)存档于2016-03-04）
- Chmaberlain, James,  (PDF), 1975  [2020-04-10], （原始内容 (PDF)存档于2018-11-26）
- Pranee, Kullavanijaya; Theraphan, L-Thingkum,  (PDF), 1998  [2020-04-10], （原始内容 (PDF)存档于2016-03-04）
- Luo, Yongxian,  (PDF), 2001  [2020-04-10], （原始内容 (PDF)存档于2016-03-04）